# M. Lothaire
M. Lothaire est le nom de plume d’un groupe de mathématiciens, dont beaucoup sont d’anciens étudiants de Marcel-Paul Schützenberger. Le nom est utilisé comme auteur de plusieurs livres sur la combinatoire des mots. Le nom provient de Lothaire II, roi de Lotharingie. Le nom intervient aussi dans le Séminaire Lotharingien de Combinatoire dont Marcel-Paul Schützenberger est un des cofondateurs, avec Dominique Foata, Volker Strehl et Adalbert Kerber.
Les mathématiciens du groupe comprennent :
Jean Berstel,
Véronique Bruyère,
Julien Cassaigne,
Christian Choffrut, 
Robert Cori, 
Jacques Désarménien,
Volker Diekert,
Gérard H. E. Duchamp, 
Dominique Foata,
Christiane Frougny,
Guo-Niu Han,
Tero Harju,
Juhani Karhumäki,
Alain Lascoux,
Bernard Leclerc,
Aldo de Luca,
Filippo Mignosi,
Dominique Perrin,
Jean-Éric Pin, 
Giuseppe Pirillo, 
Wojciech Plandowski,
Antonio Restivo,
Christophe Reutenauer, 
Jacques Sakarovitch, 
Marcel-Paul Schützenberger, 
Patrice Séébold,
Imre Simon,
Jean-Yves Thibon,
Stefano Varricchio.

## Publications
- Combinatorics on words, Addison-Wesley Publishing Co., Reading, Mass., coll. « Encyclopedia of Mathematics and its Applications » (no 17), 1983, 238 p. (ISBN 978-0-201-13516-9, lire en ligne)Une seconde édition révisée est parue chez CUP, dans la collection Cambridge Mathematical Library, en 1997,  (ISBN 978-0-521-59924-5)
- Algebraic combinatorics on words, CUP, coll. « Encyclopedia of Mathematics and its Applications » (no 90), 2002, 504 p. (ISBN 978-0-521-81220-7, lire en ligne)
- (en) Applied combinatorics on words, Cambridge (GB), CUP, coll. « Encyclopedia of Mathematics and its Applications » (no 105), 2005, 610 p. (ISBN 978-0-521-84802-2, lire en ligne)